# Miguel de Guzmán
Miguel de Guzmán Ozámiz (Cartagena, España,  12 de enero de 1936 - Getafe, España, 14 de abril de 2004) fue un matemático y docente español.

## Biografía
Nació en Cartagena el 12 de enero de 1936, en el seno de una familia con gran interés en la ciencia. Su padre, Enrique, oficial de la Armada, dirigía la Escuela de Radiotelegrafistas que él mismo había organizado y fue fusilado en Cartagena en julio de 1936. Su madre quedó viuda con 25 años y cinco hijos. La familia fue desterrada a Cabo de Palos hasta que les canjearon por unos prisioneros rusos. La familia se trasladó a Palma de Mallorca, donde vivía un hermano de la madre, y en 1939 se marcharon a Bilbao, ciudad en la que vivieron con la familia de su madre hasta terminar la educación básica. Ya de muy joven demostró una gran curiosidad por las matemáticas, en especial por los temas más abstractos. Finalizó el bachillerato en 1952, inició estudios de ingeniería industrial en Bilbao, decisión probablemente influida por la situación laboral de la época y del lugar.
Sin  terminar los estudios facultativos de la carrera, ingresó en la Compañía de Jesús, dejándola amistosamente en 1971. Estudió Humanidades y Filosofía en Múnich (Alemania), licenciándose en 1961. Regresó a España y se licenció en Matemáticas y Filosofía en 1965. Sustentó su tesis de postgrado en matemáticas, en la Universidad de Chicago. Fueron años de gran actividad intelectual y época en la que fue profesor en distintas universidades como:  Universidad Washington en San Luis, Princeton, Brasil y Suecia. Gracias a estos viajes consiguió cierto dominio de las lenguas alemana, portuguesa e italiana. Además hablaba inglés, francés, latín y griego.
Falleció a los sesenta y ocho años de edad en el hospital de Getafe, el 14 de abril de 2004.

## Trabajo y divulgación de las matemáticas
Miguel de Guzmán regresó a España en 1969. Ingresó como agregado de la cátedra de Análisis Matemático en la Universidad Autónoma de Madrid hasta el año 1982 cuando alcanzó la cátedra de la misma donde permaneció dos años más. Es nombrado miembro de la Real Academia de Ciencias Exactas, Físicas y Naturales en 1983 y su discurso de recepción se tituló Impactos del análisis armónico.  De 1991 a 1998 fue presidente del ICMI, Comisión Internacional de Instrucción Matemática. La mayor parte de su carrera docente transcurre en la Universidad Complutense de Madrid, como catedrático de universidad hasta su fallecimiento. Miguel de Guzmán posee en su honor un aula homónima dedicada a las matemáticas en dicha universidad.
En 1999 funda el proyecto ESTALMAT (Estímulo del talento matemático) en Madrid, con el fin de potenciar el desarrollo de las habilidades matemáticas en los jóvenes que demuestran interés por ello.
Recogiendo el legado de Miguel de Guzmán, la Real Sociedad Matemática Española propuso el establecimiento de una actividad anual de formación en materia de educación matemática que llevase su nombre y que fuese digna de su memoria, implicando en la misma a alguna organización de profesores de matemáticas. La Asociación Gallega de Profesores de Educación Matemática (AGAPEMA) brindó desde muy pronto su colaboración para el desarrollo de esta Escuela que lleva funcionando anualmente desde el año 2005.
En Torrelodones apoyó la creación de la Escuela Municipal de Pensamiento Matemático en el año 2003 junto con José María Martínez López de Letona, con la pretensión de atender a los niños que presentaban un talento matemático innato haciéndoles partícipes de los aspectos más atractivos de la actividad matemática.
Entre sus obras podemos citar:
- Cómo hablar, demostrar y resolver en matemáticas;
- Ecuaciones diferenciales ordinarias.Teoria de estabilidad y control ;
- Aventuras matemáticas;
- Los matemáticos no son gente seria;
- Para pensar mejor: Desarrollo de la creatividad a través de los procesos matemáticos.
- Ecuaciones diferenciales.

"Dedicado a los médicos, enfermeros, enfermeras y amigos del Centro Ramón y Cajal, donde tuve la oportunidad de escribir estas aventuras matemáticas. Con sus atenciones y afecto, ellos me enseñaron que estar enfermo una temporada puede no ser tan malo". Dedicatoria en su libro "Aventuras matemáticas(edición 1988)